# Yang Yanli
Yang Yanli (ur. 10 lutego 1980) – chińska zapaśniczka walcząca w stylu wolnym.
Zajęła szóste miejsce na mistrzostwach świata w 2001. Triumfatorka igrzysk Wschodniej Azji w 2001, a także uniwersyteckich MŚ w 2002. Druga w Pucharze Świata w 2001 roku.